# Piper cubeba
Piper cubeba, ook wel staartpeper, javapeper of cubebepeper genoemd, is een plant in het geslacht van de Piper.
Piper cubeba werd oorspronkelijk vooral op Java en Sumatra verbouwd. Vanaf de 11de eeuw bereikte deze peper India vanwaar die via Arabische handelaars Europa bereikte. Volgens de Engelse botanicus John Parkinson werd de import van Piper cubeba in de jaren 1640 verboden door de koning van Portugal.